# 하이 파이브(Hi 5)
하이 파이브(Hi 5)는 KBS광주 해피FM에서 2024년 4월 1일부터 2024년 11월 22일까지 7개월간 방송했던 라디오 프로그램이다. DJ는 임정섭 아나운서이며, 방송시간은 평일 오후 5시부터 저녁 6시까지이다.

## 프로그램 소개
지역민과 함께 소통하고, 지역성을 담보하는 광주전남지역 대표 2라디오 음악프로그램